# Max Payne (película)
Max Payne es una película de acción y drama estrenada por primera vez en Estados Unidos el 17 de octubre de 2008. Dirigida por el irlandés John Moore, la película es una adaptación de la serie de videojuegos Max Payne, aunque existen diferencias notables entre el videojuego original y la película.

## Producción
La película fue anunciada originalmente en 2001, cuando Collision Entertainment compró los derechos para producirla. En abril de 2002, Dimension Films y Abandon Entertainment se unieron al proyecto. Tras un largo periodo en silencio, se anunció que la distribuidora cinematográfica había cambiado a 20th Century Fox.
El rodaje empezó el 2 de marzo de 2008 en Toronto, y se estrenó el 17 de octubre de 2008. Oficialmente el 1 de octubre de 2008 se anunció que la película será PG-13 por violencia incluyendo secuencias de disparo intensas, droga, algo de sexualidad y breve lenguaje fuerte. Anteriormente había recibido la categoría R, que obliga a los menores a ir acompañados de adultos a los cines. Esta medida de la MPAA (Motion Pictures Association of America) desató las protestas del director del film que argumentaba que no podía entender que The Dark Knight obtuviese la categoría de PG-13 y su película no.

## Sinopsis
Para el policía Max Payne la justicia está por encima de cualquier regla. Un mítico antihéroe decidido a cazar a los responsables del brutal asesinato de su familia. Preparado para la venganza, su obsesiva investigación le conducirá a una pesadilla a través de un oscuro submundo y según vaya profundizando en el misterio, Max se verá obligado a luchar contra enemigos "sobrenaturales" y enfrentarse a una traición inimaginable.

## Reparto
| Actor/Actriz    | Papel          |
| --------------- | -------------- |
| Mark Wahlberg   | Max Payne      |
| Mila Kunis      | Mona Sax       |
| Beau Bridges    | B. B. Hensley  |
| Ludacris        | Jim Bravura    |
| Chris O'Donnell | Jason Colvin   |
| Donal Logue     | Alex Balder    |
| Amaury Nolasco  | Jack Lupino    |
| Kate Burton     | Nicole Horne   |
| Olga Kurylenko  | Natasha Sax    |
| Nelly Furtado   | Christa Balder |
| Sean Bean       | Vladimir Lem   |